# سيلفيا سلاي
كانت سيلفيا سلاي (8 مايو 1916- 24 أكتوبر 2010) رسامة واقعية ويلزية المولد أمريكية الجنسية عاشت وعملت في مدينة نيويورك. عُرفت بدورها في الحركة الفنية النسوية ولا سيما في عكس الأدوار الجندرية التقليدية في رسوماتها لرجال عراة، مستخدمة غالبًا وضعيات أنثوية تقليدية من لوحات تاريخية لرسامين ذكور مثل دييغو فيلاكيز، وتيتيان، وجان أوغوست دومينيك آنغر. كان أشهر موضوعاتها النقاد الفنيين، والفنانين النسويين، وزوجها لورانس ألوي.

## نشأتها وتعليمها
وُلدت سلاي في لانديدنو، ونشأت في إنجلترا. درست في كلية برايتون للفنون. عملت لبعض الوقت في متجر بيع ملابس في بوند ستريت، حيث تذكرت «نزع ملابس فيفيان لي». افتتحت سلاي لاحقًا تجارتها الخاصة في برايتون، إنجلترا، حيث صنعت القبعات والمعاطف والفساتين حتى أغلقت متجرها في بداية الحرب العالمية الثانية. عادت إلى الرسم وانتقلت إلى لندن في 1941 بعد أن تزوجت زوجها الأول، وهو رسام إنجليزي اسمه مايكل غرينوود. كان أول عرض منفرد لها في عام 1953 في معرض كنزينغتون للفنون في لندن. التقت سلاي زوجها الثاني، لورانس ألوي، وهو أمين متحف وناقد فني إنجليزي، بينما كانت تحضر فصولًا ليلية لدراسة تاريخ الفن في جامعة لندن، ثم تزوجا في 1954 وانتقلا إلى الولايات المتحدة في 1961. في العام التالي، صار ألوي أمينًا لمتحف سولومون آر. غاغينهايم.

## العمل والنسوية

### لوحات الذكور العراة
نحو عام 1970، وانطلاقًا من مبادئ نسوية، رسمت عددًا من الأعمال التي تقلب الموضوعات الفنية النمطية عبر عرض رجال عراة في وضعيات ارتبطت تقليديًا بالنساء، مثل فينوس المستلقية أو الجارية. ألمح بعضها مباشرة إلى أعمال موجودة، مثل استلقاء فيليب غولوب (1971)، والتي اختلست وضعية فينوس أمام المرآة لدييغو فالاكيز. كان الموديل ابن الفنانين نانسي سبيرو وليون غولوب. قدم هذا العمل أيضًا قلبًا لنمط الفنان الذكر/ الأنثى الملهمة النموذجي في المعيار الغربي وكان انعكاسيًا للبحث في مكانة المرأة عبر تاريخ الفن باعتبارها موديلًا وعشيقة وملهمة، لكن نادرًا ما يكون باعتبارها فنانة عبقرية. على عكس الفنانين الذكور السابقين، خصصت سلاي موضوعاتها العارية بدلًا من عرضها على أنها أنواع معممة.
تصور لوحة الحمام التركي (1973)، وهي نسخة معكوسة الجندر على نحو مشابه للوحة جان أوغوست دومينيك آنغر التي تحمل الاسم نفسه، مجموعة من الفنانين والنقاد الفنيين، بما فيهم زوجها لورانس ألوي (مستلقيًا في أسفل اليمين)، وكارتر راتكليف، وجون بيرايو، وسكوت بيرتن. يُعرض أيضًا مشهدان لموديل سلاي المتكرر بول روزانو. توجد وضعية مقتبسة مباشرة من لوحة آنغر في شخصية روزانو، جالسًا إلى اليسار يعزف الغيتار وظهره مُدار للمشاهد. يستلقي ألوي في وضعية تقليدية لجارية. ضمت لوحة آنغر العديد من النساء العاريات، لكن سلاي قلصت العدد ورسمت ستة رجال فقط. رسمت بعناية شعر الجسم بشكل منفرد. على مدار حياة سلاي المهنية، رسمت أكثر من ثلاثين عملًا تظهر زوجها موضوعًا لها. ورغم كون سلاي ممثلنة إلى حد ما، ظلت أشكالها منفردة للغاية. غالبًا ما استخدمت زوجها وأصدقاءها موديلات لأنهم كانوا يهمونها.